# René Basset
René Marie Joseph Basset (Lunéville, 24 luglio 1855 – Algeri, 12 gennaio 1924) è stato un orientalista francese.
Fu un pioniere degli studi di lingua e letteratura berbera.

## Biografia

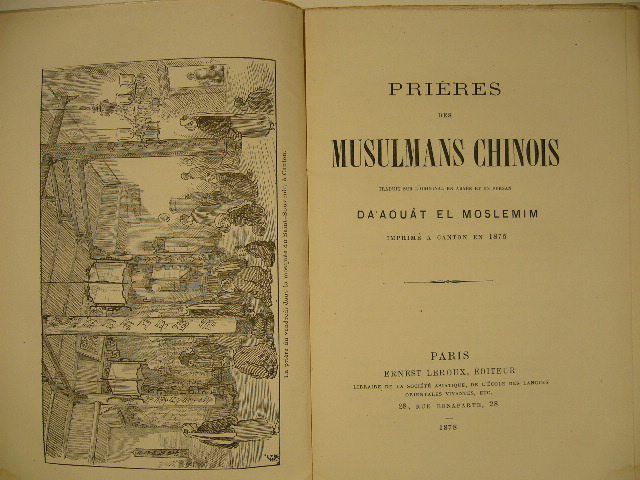
René Basset, "prières des musulmans chinois", 1878

Nacque il 24 luglio 1855 a Lunéville (Meurthe e Mosella) nella regione della Lorena. Il padre era avvocato. Affascinato dall'arabo, cominciò a studiarlo da autodidatta, dopodiché entrò nella Scuola di Lingue orientali di Parigi, dove si specializzò in arabo, persiano e turco. Proseguì gli studi al Collège de France ed all'École pratique des hautes études, acquisendo anche vaste conoscenze di etiopico, antico egiziano, lingue semitiche e slave. Ebbe come maestro Charles Barbier de Meynard.
Nel 1879 fece il suo ingresso nella Société Asiatique. In seguito venne ammesso anche alle più prestigiose accademie: l'Institut de France, l'Accademia dei Lincei, le accademie di Lisbona e Madrid, la Royal Asiatic Society di Londra, la Société de linguistique di Parigi, le società asiatiche di Firenze e di Lipsia, ecc.
Appena creata la Scuola superiore di Lettere ad Algeri, nel 1882 Emile Masqueray gli affidò la cattedra di arabo, che tenne fino alla morte (1924), anche dopo che la Scuola fu trasformata in Facoltà di Lettere e Scienze Umane (1910). Nel 1894, alla morte di Masqueray, divenne Direttore della Scuola, e successivamente Preside ("Doyen") della Facoltà di Lettere. All'insegnamento dell'arabo affiancò corsi di semitistica e di berbero, lingua che rapidamente divenne il centro del suo interesse, e alla cui conoscenza egli diede un impulso decisivo, effettuando numerosissimi viaggi di studio e approntando descrizioni grammaticali, lessici e studi su numerosissimi parlari fino ad allora poco o punto conosciuti.
Nei primi mesi del 1882 compì un viaggio in Tunisia e a Tripoli (dove raccolse materiale sui parlari di Djerba e del sud tunisino), dopodiché tornò in Algeria e a Tlemcen riuscì ad ottenere materiali linguistici del Rif contattando parlanti di questa regione che vi erano emigrati.
Nel 1883 il ministero dell'istruzione pubblica, su proposta dell'Académie des Inscriptions et Belles-Lettres, gli diede incarico di studiare i dialetti berberi della regione di Orano e del Marocco settentrionale, il che lo condusse, tra l'altro, a Frenda, Tiharet, Orano e Tlemcen.
Un breve soggiorno a Cherchell all'inizio del 1884 gli permise di ottenere molto materiale linguistico relativo al dialetto dei Beni Menacer, fino ad allora quasi del tutto ignorato.
Nel 1885 il governatore generale dell'Algeria Tirman gli affidò una missione di studio e di ricerca che lo portò a contatto diretto con svariate comunità berberofone nell'interno dell'Algeria (tra cui Ghardaïa nello Mzab dove apprese interessanti espressioni di argot, l'oasi di Ouargla, dove un ex-schiavo gli fornì anche materiali dei tuareg aouelimmiden, Tiharet, Temacin nel Oued Righ), il che gli diede modo di conoscere approfonditamente numerose altre varietà dialettali, di cui diede in seguito sia descrizioni grammaticali, più o meno complete, sia raccolte di testi e di vocaboli.
Nel 1886 lo si trova a Teniet el-H'ad per una missione nell'Ouarsenis e Sersou; nel 1886 e 1887 a Tiharet incontra numerosi parlanti dei dialetti di Touat-Gourara (all'epoca inavvicinabili agli europei). Nel 1888 è in Mauritania e Senegal dove studia sia l'arabo hassania sia il berbero zenaga.
E anche in seguito, non ci fu quasi periodo di congedo universitario che non lo vedesse in viaggio per terre berberofone.
Dopo breve malattia il 12 gennaio 1924 morì ad Algeri dove venne sepolto. Era ancora in piena attività e lasciò alcuni scritti inediti, che vennero pubblicati postumi.
Fu anche capostipite di una famiglia di studiosi di berbero, lingua alla quale si dedicarono i figli Henri (1892-1926), morto prematuramente, e André Basset (1895-1956), che divenne a sua volta per vari decenni il caposcuola degli studi berberi.

## Opere
- Le poème de Çabi en dialecte chelha, Paris, Imp. Nationale, 1879
- Relation de Sidi Brahim de Massat, Paris, Leroux, 1883
- Notes de lexicographie berbère, Paris, Leroux, 1883-1888, in 4 parti, da:
  - 1ère série: "I- Dialecte du Rif; II- Dialecte de Djerbah, III - Dialecte de Ghat; IV- Dialecte de Kel Ouï", in Journal Asiatique avril-mai-juin 1883, pp. 281–342
  - 2ème série: "Le dialecte des Beni Menacer", in Journal Asiatique novembre-décembre 1884, pp. 518–556 e février-mars-avril 1885, pp. 148–219
  - 3ème série: "Dialecte des K'sours oranais et de Figuig", in Journal Asiatique août-septembre-octobre 1885, pp. 302–371 e janvier 1886, pp. 67–85
  - 4ème série: "Vocabulaire du Touat et du Gourara - Argot du Mzab - Dialecte des Touaregs Aouelimmiden", in Journal Asiatique novembre-décembre 1887, pp. 365–464
- Manuel de langue kabyle (dialecte zouaoua), grammaire, bibliographie, chrestomathie et lexique, Paris, Maisonneuve et Leclerc, 1887
- Contes populaires berbères, Paris, Leroux, 1887
- Recueil de textes et de documents relatifs à la philologie berbère, Alger, 1887
- Loqman berbère, Paris, Leroux, 1890
- Le dialecte de Syouah, Paris, Leroux, 1890
- Textes berbères des B. Menacer, "Giornale della Società Asiatica Italiana" 6, 1892, pp. 37–84
- Notice sur le dialecte des Haraktas et du Djerid tunisien, Woking, 1892
- L'insurrection algérienne de 1871 dans les chansons populaires kabyles, Louvain, Istas, 1892
- Etude sur la zenatia du Mzab, de Ouargla et de l'Oued-Rir', Paris, Leroux, 1893, xv-274 pp.
- Etudes sur les dialectes berbères, Paris, Leroux, 1894
- Etude sur la zenatia de l'Ouarsenis et du Maghreb central, Paris, Leroux, 1895, iii-162 pp.
- Le dialecte berbère de Taroudant, Firenze 1895
- "Les noms des métaux et des couleurs en berbère", Mémoires de la Société de Linguistique de Paris 9 (1896), pp. 58–91
- Notes sur le chaouia de la province de Constantine, in Journal Asiatique novembre-décembre, 1896, Paris, Imp. Nationale, pp. 361–394
- "Etude sur les dialectes berbères du Rif marocain" in Actes du XIème Congrès International des Orientalistes, Paris 1897, p. 71-171
- Nouveaux contes berbères, recueillis, traduits et annotés par R.B., Paris, Leroux, 1897
- Mission au Sénégal (3 tomi: I Etude sur le dialecte zénaga; II Notes sur le hassania; III Recherches historiques sur les Maures), Paris, Leroux, 1909
- Recherches sur la religion des berbères, Paris, Leroux, 1910, 52 pp.